# Пінон строкатохвостий
Пі́нон строкатохвостий (Ducula finschii) — вид голубоподібних птахів родини голубових (Columbidae). Ендемік Папуа Нової Гвінеї. Вид названий на честь німецького етнографа, орнітолога і мандрівника Отто Фінша.

## Опис
Довжина птаха становить 36 см. Голова, потилиця, шия, спина і верхня частина груде світло-сизий, у самців обличчя і груди мають рожевуватий відтінок. Верхня частина тіла бронзово-зелена, надхвістя і покривні пера крил смарагдово-зелені, махові і стернові пера синювато-чорні. У самців на хвості є широка білувата смуга, у самиць вона сірувата. На кінці хвоста є вузька зелена смуга. Райдужки червонуваті, дзьоб темно-сірий, лапи червоні. Навколо очей білі кільця.

## Поширення і екологія
Строкатохвості пінони мешкають на островах архіпелагу Бісмарка, зокрема на островах Нова Британія, Нова Ірландія, Новий Гановер,  Умбой і Ватом. Вони живуть у верхньому і середньому ярусах вологих рівнинних і гірських тропічних лісів, на висоті до 1500 м над рівнем моря, переважно на висоті від 200 до 900 м над рівнем моря. Живляться плодами.

## Збереження
МСОП класифікує стан збереження цього виду як близький до загрозливого. За оцінками дослідників, популяція строкатохвостих пінонів становить від 15 до 30 тисяч птахів. Їм загрожує знищення природного середовища.